# Ли, Артур (музыкант)
Артур Ли (англ. Arthur Lee, настоящее имя Артур Тейлор; 7 марта 1945 года, Мемфис — 3 августа 2006 года, там же) — американский музыкант, вокалист, мультиинструменталист и автор песен, лидер лос-анджелесской психоделической группы Love. Известен как «первый чёрный хиппи». Умер в возрасте 61 года от лейкемии.

## Биография

### Ранние годы
Ли родился в Мемфисе, штат Теннесси под именем Артур Тейлор. Сын джазового корнетиста Честера Тейлора и школьной учительницы Агнес Тейлор. Тейлоры переехали в Лос-Анджелес когда Артуру было пять лет. В 1953 году его мать вышла замуж за Клинтона Ли, фамилию которого взял Артур и стал Артуром Тейлором Ли. Артур провел своё детство и юношеские годы в историческом районе Лос-Анджелеса Вест Адамс (англ.West Adams). Обучался в Susan Miller Dorsey High School, где преуспел в баскетболе и побил рекорд по количеству очков за одну игру. В школьные годы он объединился с другом семьи Джоном Эколзом (также родом из Теннесси) и создавал различные музыкальные коллективы.

### Ранняя карьера
В 1963 году Артур со своей первой группой «The LAGs» сделал первые музыкальные записи.

## Дискография

### С группой Love
- Love (1966)
- Da Capo (1967)
- Forever Changes (1967)
- Four Sail (1969)
- Out Here (1969)
- Love Revisited (1970)
- False Start (1970)
- Dear You (рабочее название для не изданных при жизни автора записей для «Columbia»; изданы в 2009 году под названием «Love Lost») (1971)
- Reel to Real (1974)
- Love Live (1982)
- Studio/Live (1982)
- Arthur Lee & Love — Five String Serenade (1992)
- Love Story (1995)
- The Best of Love (2003)
- The Forever Changes Concert (2003)
- Love Lost (2009, см. выше)

### Сольные альбомы
- Vindicator[англ.] (1972)
- Black Beauty (1973; не издавался)
- Arthur Lee EP (1977)
- Arthur Lee (1981)

### Прочее
- Arthur Lee Live in Liverpool with Shack (Viper Records 2000)